# 跑吧！美樂斯
《跑吧！美樂斯》（日语：走れメロス）是太宰治於1940年（昭和15年）5月在《新潮》所發表的短篇小說。

## 故事
暴君迪奥尼斯（Dionys）因滥杀无辜激怒了淳朴的牧羊人美乐斯（Melos），美乐斯暗杀未遂被捕。在被处决前美乐斯与国王约定自己一定會回來，但给他寬限三日好为妹妹準備婚禮，而自己的挚友塞里努丢斯（Selinuntius）则作为人质留在錫拉庫斯。国王虽然不相信他，但是为了置其于死地故意答应了他開出的条件。
美乐斯在回锡拉库斯的途中经受了河水泛滥、山贼（應是奉国王之命前来伏击的杀手）袭击和自身意志动摇的考验。为了让国王意识到自己醜恶的罪行，拯救自己的挚友，再次奔向锡拉库斯。在第三天黄昏终于到达锡拉库斯，履行了承诺，也改變了国王的想法。
它改编自德国作家弗里德里希·席勒（Friedrich Schiller）的短篇故事，而席勒的这个故事則來源於一則被罗马作家许癸努斯所記錄的古希臘故事《达蒙和皮西厄斯》。在希腊故事的结尾處，仅提到国王赦免二人，而太宰治版本的国王大呼一声：「能让我也加入你们吗？希望你们能答应我的愿望，让我也成为你们的同伴。」
这个故事在太宰治一贯以陰暗消沉、憂鬱颓废為基调的作品里，罕见的呈现出热血和希望，帶有勵志的味道。

## 創作的開端
太宰治因熱海的村上旅館的盛意招待，而長期滯留。由於一直都沒回家，妻子初代擔心他是否生活得不太好，於是拜托太宰治的友人檀一雄去看一看太宰治的近況。
檀一雄帶上往返交通費以及住宿費來到熱海，受到太宰治的熱烈歡迎。太宰治向檀講解，卻連日四處又喝酒又帶遊女出遊，三天又把帶來的錢快花完了。由於欠下的酒錢與住宿費太多，太宰治把檀作為人質留下，自己隻身前去找永井龍男要求向菊池寬借錢，結果永井不予理會，又到東京去井伏鱒二在萩窪的家借錢。
連等數天但毫無音信，等到忍無可忍的檀一雄，説服了旅店和酒館，在料理店老闆監視下去找太宰治。但當檀跑到井伏家里時，發現兩個人正在悠哉游哉地下將棋。原来太宰治由於之前在各方面受到井伏的照顧，所以一直找不到開口借錢的時機。太宰对憤怒的檀說：“等人的辛苦？還是被等的辛苦？”:426-427
後來，檀讀了《跑吧！美樂斯》後，在《小説 太宰治》中寫下了“我認為，我們的熱海之行，難道不是那重要心情的開端嗎？”

## 衍生作品
- 跑吧！美樂斯（1955年（昭和30年），NHK电视剧）
- （1979年（昭和54年），朝日電視台，電視動畫）
- 跑吧！美樂斯（1981年（昭和56年），富士電視台，電視動畫），聲優：青井輝彥、マキノ佐代子、檀ふみ、古川登志夫
- 跑吧！美樂斯（1992年（平成4年），动画电影）
- （2006年（平成18年），朗讀：山本太郎）
- 青色文學系列 跑吧！美樂斯（2009年（平成21年），日本電視台，電視動畫）
- 月色真美 第6话 奔跑吧！美乐斯 （2017年，東京都會電視台等，電視動畫）

### 戲仿
- （第1作）第71話
- Keroro軍曹（第6季）第275話B Part
- 猫田のことが気になって仕方ない|周未希子

## 其他
- 太宰治的出身地（旧青森县北津轻郡金木町、现五所川原市）的私铁——津轻铁道的津轻21型柴油客車车辆爱称为“跑吧！美乐斯”。
- 青森市中央市民中心前有一块刻有本作一节的文学碑“友情之碑”。
- 在《多啦A夢》大山版動畫〈好運時光機〉中出現，大雄在教學參觀時讀這篇課文，受到了老師的誇獎，站在背後的母親聽到兒子的讀書聲深受感動。
- 在《花田少年史》中，花田一路與好友重修舊好後，一起奔向好友的老家拯救名為蜜瓜的貓，花田一路稱這段情況很像跑吧!美洛斯裡的劇情。

## 外部連結
- 『走れメロス』：新字新仮名 - 青空文庫（日語）（页面存档备份，存于）
- 中文翻譯 （页面存档备份，存于）